# 노동자농민사찰인민위원부
노동자농민사찰인민위원부(러시아어: Наро́дный комиссариа́т Рабо́че-крестья́нской инспе́кции 나로드니이 코미사리아트 라보체-크레스트얀스코이 인스펙트시이[*]), 약칭 라브크린(러시아어: Рабкри́н)은 소비에트 연방의 인민위원부(장관급 정부기관) 가운데 하나로서, 국가행정, 지방행정, 국영기업의 관리행정을 사찰하는 일을 했다.
1920년 2월 7일, 소련 중앙위원회는 국가통제인민위원부의 후신으로서 노동자농민사찰인민위원부를 설치했다. 러시아 혁명을 시작으로 러시아 내전까지 이어진 관료제의 혼란을 경험했던 공산당이 신생 정부의 효율성을 제고하기 위해 설치한 것이었다. 국가통제인민위원부는 소련의 건국 과정에서 핵심적인 역할을 수행한 기관이었지만, 블라디미르 레닌은 이 기관이 관료제적 통제의 잘못된 관리를 범하고 있다고 해체한 뒤 라브크린으로 대체했다. 당시 국가통제인민위원이었던 이오시프 스탈린이 노동자농민사찰인민위원으로 유임되었다. 노동자농민사찰인민위원부는 소련 성립 이후에 만들어진 기관으로서, 러시아 제국의 어떤 기관을 계승하지 않는 것이었으므로, 이것은 소련 행정의 새 시작을 알리는 신호이기도 했다.
아이작 도이처는 『스탈린 평전』에서 라브크린을 다음과 같이 서술하고 있다.

라브크린은 …… 소련 공무원들이 차르정의 전임자들로부터 물려받은 비효율과 부패라는 두 가지 치명적인 결함을 제거하기 위하여, 꼭대기에서 바닥까지 모든 수준에서의 행정을 통제하기 위해 설치되었다. 그것은 불안정하고 삐걱거리는 정부기계에 대한 근엄하고 계몽된 감찰관으로서, 권력남용과 관료제적 관행을 폭로하고, 정부의 모든 부서에서 신뢰할 수 있는 엘리트 공무원을 훈련시키는 것이 직무였다. 라브크린은 자유시간이 있는 노동자 및 농민 누구나 참여할 수 있는 팀들로 구성되었고, 어느 다른 인민위원부든 쳐들어가서 거기서 무슨 일이 이루어지는지 지켜볼 수 있었다 …… 이 기묘한 사찰 계획은 레닌이 가장 좋아했던 아이디어 중 하나였다. 레닌은 공무원의 비효율성과 부정직함에 학을 떼어, 극단적이고 무자비한 “아래로부터의 통제”를 통해 그들을 고쳐 쓰고자 했고, 라브크린이 그 수단이 되었다. …… 그러나 공직사회라는 방앗간은 노동자들 그 자신마저도 관료로 만들었다. 레닌이 나중에 깨달은 것처럼, 라브크린은 또다른 혼란, 부패, 관료제적 음모의 온상이 되었다. 결국 라브크린은 공무원만을 대상으로 하는 비공식적인 경찰처럼 된 것이다.

## 같이 보기
- 소련의 국민경제 5개년 계획